# Symplocos boninensis
Symplocos boninensis är en tvåhjärtbladig växtart som beskrevs av Alfred Rehder och Wils. Symplocos boninensis ingår i släktet Symplocos och familjen Symplocaceae. Inga underarter finns listade i Catalogue of Life.